# هنری اندرسون برایدن
هنری اندرسون برایدن (انگلیسی: Henry Anderson Bryden؛ ۳ مه ۱۸۵۴ – ۲۳ سپتامبر ۱۹۳۷) بازیکن راگبی ۱۵ نفره اهل بریتانیا بود.